# Персидский марш
Персидский марш — марш, написанный Иоганном Штраусом в 1864 году, когда он находился в Российской империи. Марш, первоначально называвшийся «Марш персидской армии», был впервые исполнен 11 июля 1864 года на Павловском вокзале Санкт-Петербурга и стал в этом году одним из наиболее популярных музыкальных произведений в России. 4 декабря того же года Штраус дирижировал первым исполнением марша в Вене.
Штраус посвятил свой марш персидскому шаху Насеру ад-Дину, за что композитор был пожалован шахом Орденом Солнца. Шах до самой смерти был горячим поклонником Штрауса. Когда в 1873 году шахиншах приехал на Всемирную выставку в Вене, военный оркестр не смог найти нот гимна Персии и потому сыграл вместо него «Персидский марш».
Произведение оставалось для автора самым любимым до последних дней жизни.